# Praça Tahrir

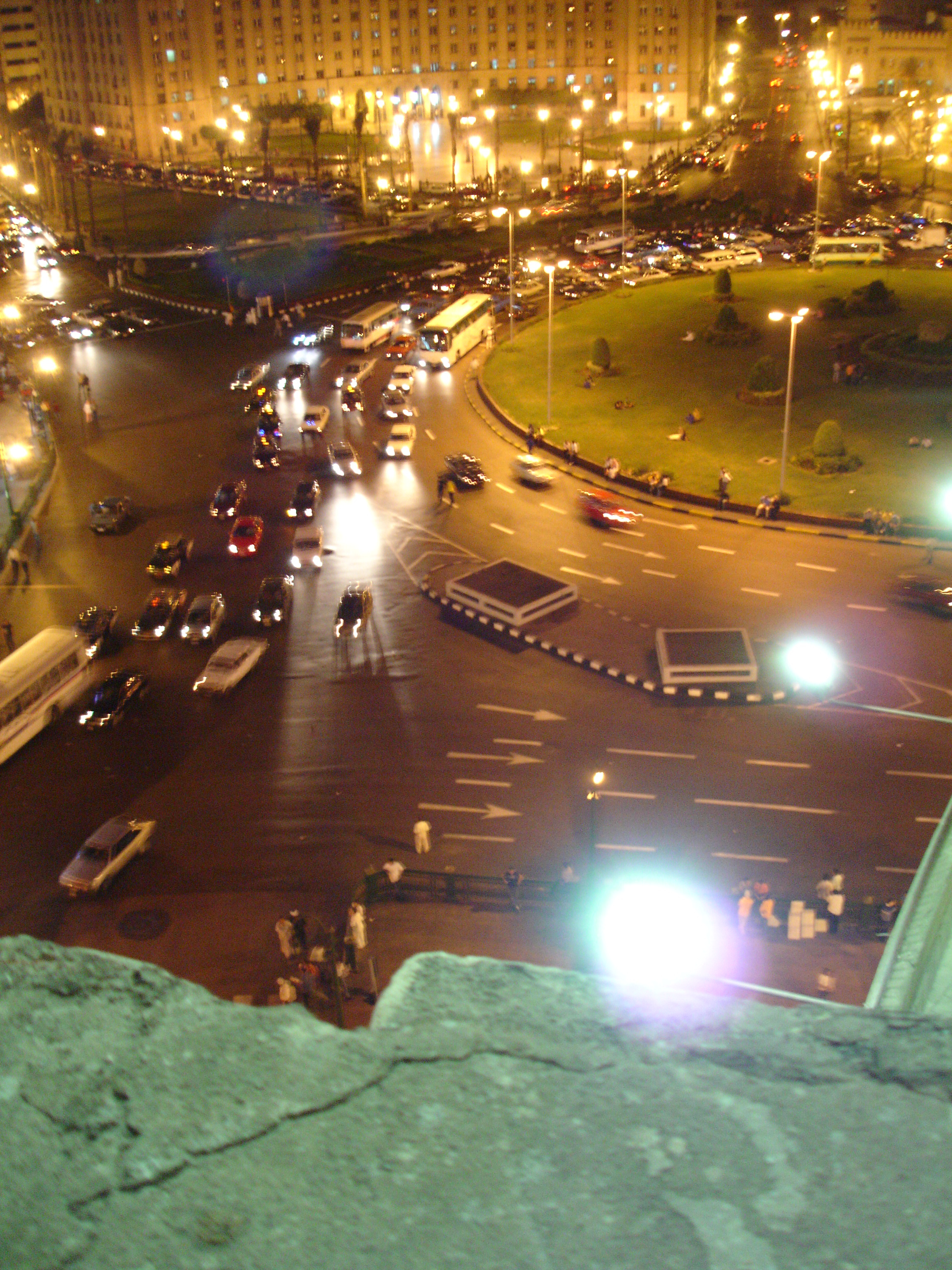
Praça Tahrir à noite.

Praça Tahrir (em árabe: ميدان التحرير, transl. Midan al-Tahrir, "Praça da Libertação") é a maior praça pública no centro de Cairo, Egito. Originalmente chamada Praça de Ismail (Midan al-Ismailia), em honra a Ismail Paxá, vice-rei (quediva) do Egito no século XIX, que comissionou o projeto arquitetônico do novo distrito central da capital egípcia na década de 1860. Depois da Revolução Egípcia de 1952, quando o Egito deixou de ser uma monarquia constitucional e tornou-se uma república, a praça passou a se chamar midan al-tahrir, praça da libertação.

## Características
Ao redor da Praça Tahrir encontram-se muitas construções públicas, como o Museu Egípcio do Cairo, a estação Sadat do metrô, o antigo campus da Universidade Americana do Cairo, prédios governamentais (como o prédio Mogamma) e a antiga sede do  Partido Democrático Nacional de Hosni Mubarak, destruída por manifestantes nos Protestos no Egito em 2011.

## Protestos
A Praça Tahrir foi local de diversos protestos ao longo dos anos, como as Revoltas do Pão em 1977 e os protestos em março de 2003 contra a Guerra do Iraque.

### Janeiro de 2011
Em  janeiro de 2011, a Praça Tahrir foi o ponto focal da revolta contra o presidente egípcio Hosni Mubarak. Em torno de 15 mil pessoas tomaram a praça em 25 de janeiro e estima-se que em torno de 250 mil pessoas tenham participado das manifestações no dia 31 de janeiro. No dia 1º de fevereiro foi convocada uma "Marcha de um Milhão" para ocupar a praça Tahrir. A rede de TV Al Jazeera estima que mais de 2 milhões de pessoas estavam na praça no início das manifestações.
Em 11 de fevereiro de 2011, depois de 30 anos, Hosni Mubarak renuncia ao poder. A Praça Tahrir, palco das manifestações que ensejaram a queda da governo, vira cenário em que milhares de egípcios comemoram o desfecho da revolta.